# Simpsons Comics

Simpsons Comics #110

Simpsons Comics — серія коміксів, створена на основі мультсеріалу «Сімпсони», що видається компанією Bongo Comics.
Зважаючи на успіх телешоу, у 1993 році Мет Ґрейнінґ, котрий починав свою кар'єру як художник-коміксист, заснував Bongo Comics Group. Як видавець Bongo Comics, Ґрейнінґ створив 4 серії коміксів: Simpsons Comics, Radioactive Man, Bartman Comics та Itchy & Scratchy Comics. Крім того, Ґрейнінґ став автором двох обмежених серій: Lisa Comics і Krusty Comics. Основна серія видається з 29 листопада 1993 року й дотепер, наразі існує понад 200 номерів журналу. Окремі випуски регулярно перевидаються у численних книгах-збірках. У 2000 році серія стала лауреатом престижної премії Айснера, отримавши звання найкращого комікс-видання для дітей. Комікси про Сімпсонів були перекладені більш ніж двадцятьма мовами, в тому числі французькою, німецькою, італійською та російською.